# Área de Conservação da Paisagem de Järveotsa
A Área de Conservação da Paisagem de Järveotsa é um parque natural situado no condado de Pärnu, na Estónia.
A sua área é de 27 hectares.
A área protegida foi designada em 1991 para proteger os carvalhos Järveotsa. Em 2007, a unidade de conservação foi reformulada como área de preservação paisagística.